# Shirley Collins
Shirley Elizabeth Collins (Hastings, Sussex, 5 juli 1935) is een Engelse folkzangeres. Ze heeft belangrijke bijdragen geleverd aan het English folk revival van de jaren vijftig en zestig van de twintigste eeuw. Zij trad vaak op met haar zuster Dolly (geboren 5 maart 1933, Hastings, Sussex, overleden in 1995), die haar ondersteunde op de piano en het orgel. Van haar muzikale familie stak zij ook veel op.
Na van school te zijn gekomen, kwam Collins terecht op een opleiding voor onderwijzers in Londen en maakte zij kennis met de folk revival op een feest, in 1954 georganiseerd door Ewan MacColl. Ook Alan Lomax, de bekende Amerikaanse verzamelaar van volksliederen, was daar aanwezig.
Zij raakte bevriend met Lomax en de twee gingen toeren in de Verenigde Staten tot november 1959, wat resulteerde in enkele albums die werden uitgebracht onder de noemer Sounds of the South.
Terug in Engeland ging zij verder met haar zangloopbaan en in 1964 werkte zij aan de Zuid-Engelse zangcollectie The Sweet Primeroses, begeleid door haar zuster op orgel.
In 1969 had zij een ander project, deze keer met The Young Tradition (met Peter Bellamy, Heather Wood en Royston Wood) en Dolly Collins genaamd The Holly Bears a Crown.
Collins trouwde met Ashley Hutchings in 1971. Hij verliet Steeleye Span en het stel vormde de akoestische Etchingham Steam Band. Daarna volgde een indrukwekkende productie van albums (zie haar discografie).
Billy Bragg zei over haar: "Shirley Collins is ongetwijfeld een van Engelands grootste culturele bezittingen."

## Discografie
- Sweet England (1959)
- True False Lovers (1960)
- Heroes in Love (1963)
- The Sweet Primeroses (1970)
- A Favourite Garland (1973)
- Adieu to Olde England (1974)
- A Favourite Garland
- Fountain of Snow
- The Classic Collection
- Within Sound (2003) (Box Set)

Shirley en Dolly Collins
- Power of the True Love Knot (1968)
- Anthems in Eden (1969)
- Love Death and The Lady (1970)
- Shirley and Dolly Collins's 1974 album Love, Death and the Lady
- For as Many as Will (1978)
- Harking Back (1979)
- Snapshots (2006)

Shirley Collins en the Albion Country Band
- No Roses (1971)

The Young Tradition en Shirley en Dolly Collins
- The Holly Bears the Crown (1995)

Shirley Collins en Davy Graham
- Folk Roots, New Routes (1964)

Etchingham Steam Band (met Shirley Collins)
- Etchingham Steam Band (1975)

- Bibliothèque nationale de France: cb14608847j (data)
- Gemeinsame Normdatei: 1136298959
- International Standard Name Identifier: 0000 0000 2611 2044
- Library of Congress Control Number: nb2010023299
- MusicBrainz: d7db2c9e-40f1-451a-b868-782b6dce7fbf
- Nationale Bibliotheek van Israël: 987007451316805171
- Système universitaire de documentation: 090189221
- Virtual International Authority File: 10100361